# Federica Pellegrini
Federica Pellegrini, född 5 augusti 1988 i Mirano, är en italiensk simmare som vunnit både OS-guld, VM-guld, EM-guld och slagit världsrekord på distansen 200 m frisim.
I de Olympiska sommarspelen 2004 vann Pellegrini silver på 200 meter frisim och fyra år senare förbättrade hon sitt resultat genom att vinna guld på samma distans. Hon blev därmed Italiens första kvinnliga olympiska guldmedaljör inom simningen och hon är också den enda Italienska simmare att slå världsrekord på mer än en distans. Ett av rekorden slog hon när hon i Världsmästerskapen 2009 i Rom blev den första kvinnan att gå under 4 minuter på 400 m frisim med tiden 3:59,15.

## Världsrekord
- 200 m frisim långbana: 1:52,98 (satt 29 juli 2009)

### Fotnoter
1. ↑  ”Federica Pellegrini Bio, Stats, and Results - Olympics at Sports.reference.com”. sportsreference.com. Sportsreference. Arkiverad från originalet den 18 juli 2012. https://web.archive.org/web/20120718083805/http://www.sports-reference.com/olympics/athletes/pe/federica-pellegrini-1.html. Läst 10 december 2015.
2. ↑  http://www.fina.org/sites/default/files/swimming_50m.pdf HistoFINA - SWIMMING MEDALLISTS AND STATISTICS AT FINA WORLD CHAMPIONSHIPS (50M) (engelska)